# Aiko (cantante ceca)
Aiko, pseudonimo di Alёna Širmanova-Kostebelova (in russo Алёна Ширманова-Костебелова?; Mosca, 26 dicembre 1999), è una cantautrice ceca.
Ha rappresentato la Repubblica Ceca all'Eurovision Song Contest 2024 con il brano Pedestal, classificandosi undicesima in semifinale.

## Biografia
Di origini russe, si è trasferita con la famiglia prima nella città di Karlovy Vary in Repubblica Ceca, per poi stabilirsi successivamente a Brighton nel Regno Unito.
È salita alla ribalta nel 2015, quando ha preso parte alla quarta edizione del talent show Česko Slovenská SuperStar trasmesso sul canale ceco TV Nova. Dopo l'esperienza del talent ha iniziato ad esibirsi sotto lo pseudonimo Aiko, ispirato dall'omonima cantante giapponese. Nel 2018 ha inciso il suo album di debutto omonimo, seguito poi da Expiration Date nel 2020, da cui è stato estratto il singolo di debutto Hunt.
Negli anni successivi Aiko ha preso parte ai principali festival musicali internazionali tra cui il Rock for People, l'ESNS, il Metronome Prague, il Great Escape ed il Grape Festival, inoltre è stata artista di supporto per artisti del calibro di Alice Merton e Tamino. Alcune delle sue canzoni sono state incluse in programmi TV come Teen Mom e Love Island.
Il 13 ottobre 2023 Aiko ha pubblicato il suo terzo album in studio Fortune's Child, da cui è stato estratto il singolo Pedestal che è stato selezionato come uno dei sette brani partecipanti a Eurovision Song CZ, il processo di selezione del rappresentante ceco all'Eurovision Song Contest 2024. Il successivo 13 dicembre è stata annunciata vincitrice della competizione, ottenendo così la possibilità di rappresentare il proprio paese sul palco eurovisivo a Malmö. Aiko non è riuscita a raggiungere la finale, classificandosi all'undicesimo posto nella seconda semifinale, a soli 5 punti dall'ultimo posto utile alla qualificazione.
L'11 maggio 2024 ha annunciato l'Aikonic Tour in Europa.

## Discografia

### Album in studio
- 2020 – Expiration Date
- 2023 – Fortune's Child
- 2024 – Aikonic

### EP
- 2018 – Aiko

### Singoli
- 2020 – Hunt
- 2021 – Power
- 2021 – Daughter of the Sun
- 2021 – Gemini
- 2022 – Alter Ego
- 2022 – I Want to Be Perfect
- 2022 – Restless (con Boy Jr.)
- 2023 – Instincts
- 2023 – Lucky Streak
- 2023 – Pedestal
- 2024 – White Flag
- 2024 – Hunger (con Teya)

#### Come featuring
- 2023 – Why Don't You (Ivo Blahunek feat. Aiko)